# Lògica quàntica

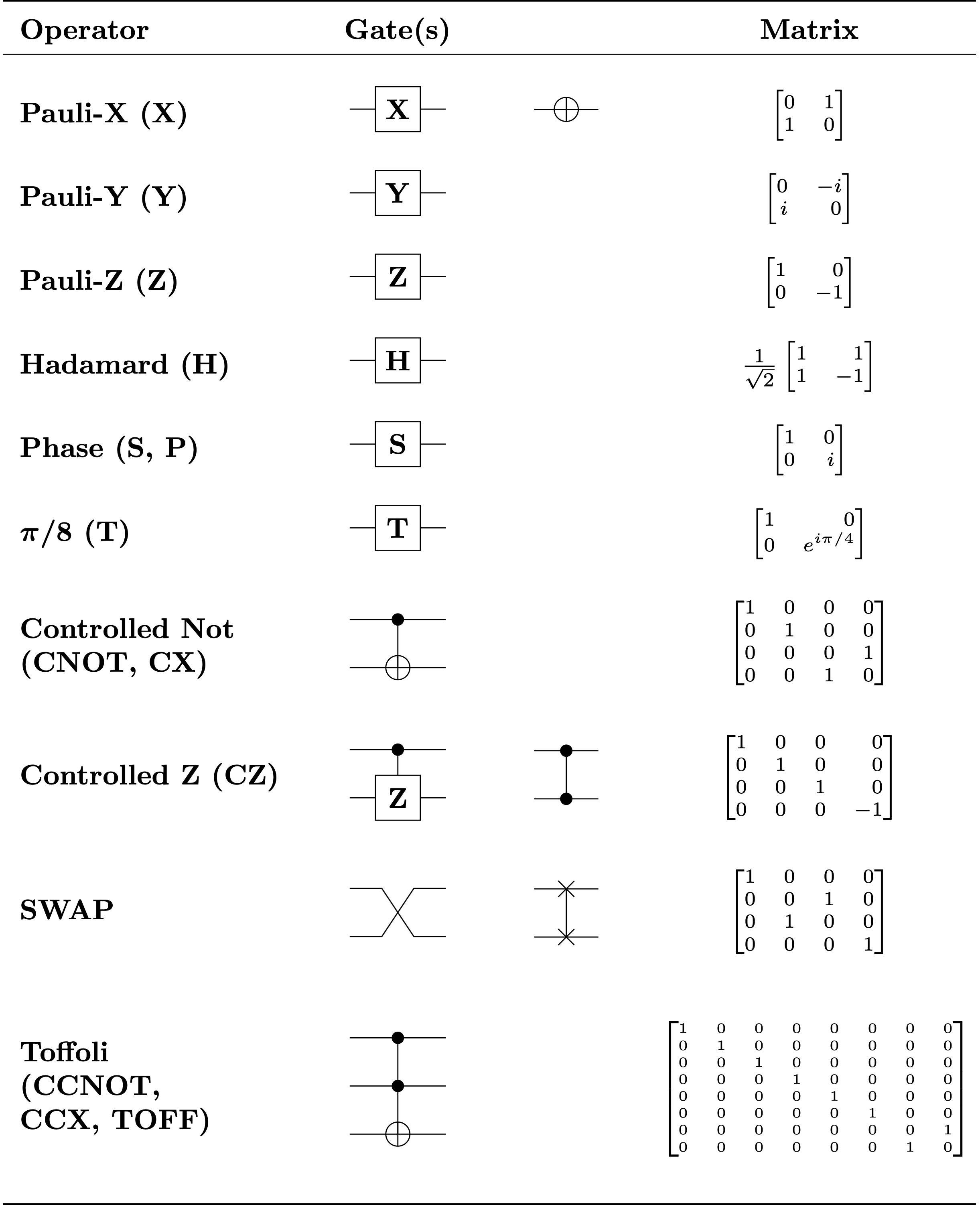
Exemple de portes lògiques quàntiques.

En l'estudi matemàtic de la lògica i l'anàlisi física dels fonaments quàntics, la lògica quàntica és un conjunt de regles per a la manipulació de proposicions inspirades en l'estructura de la teoria quàntica. El camp pren com a punt de partida una observació de Garrett Birkhoff i John von Neumann, que l'estructura de les proves experimentals en mecànica clàssica forma una àlgebra de Boole, però l'estructura de les proves experimentals en mecànica quàntica forma una estructura molt més complicada.
La lògica quàntica ha estat proposada com la lògica correcta per a la inferència proposicional en general, sobretot pel filòsof Hilary Putnam, almenys en un moment de la seva carrera. Aquesta tesi va ser un ingredient important en l'article de Putnam de 1968 "Is Logic Empirical?", en el qual analitzava l'estatus epistemològic de les regles de la lògica proposicional. Els filòsofs moderns rebutgen la lògica quàntica com a base per al raonament, perquè no té un condicional material; una alternativa comuna és el sistema de lògica lineal, del qual la lògica quàntica és un fragment.
Matemàticament, la lògica quàntica es formula debilitant la llei distributiva d'una àlgebra de Boole, donant lloc a una xarxa ortocomplementada. Els observables i els estats de la mecànica quàntica es poden definir en termes de funcions sobre o cap a la xarxa, donant un formalisme alternatiu per als càlculs quàntics.
La diferència més notable entre la lògica quàntica i la lògica clàssica és el no compliment de la llei distributiva proposicional:
p and (q or r) = (p and q) or (p and r),
on els símbols p, q i r són variables proposicionals. Per tant, això condueix al rebuig de la lògica distributiva clàssica, perquè el moment i la posició de l'electró no es poden determinar amb precisió alhora (principi d'incertesa de Heisenberg).